# Mujertrova
Mujertrova es un colectivo de mujeres trovadoras argentinas.
Su objetivo es reunir a las cantautoras de la Argentina, valorizar su trabajo y promocionarlo por medio de encuentros anuales. En estos son presentadas al público las nuevas integrantes.
Fue fundado en 2013 por las trovadoras de Buenos Aires Alejandra Rabinovich y Paula Ferré. Sus padrinos son la folclorista Teresa Parodi, y el fundador de la Nueva Trova cubana, Vicente Feliú.

## Discografía
Ha lanzado los siguientes discos
- Compilación Mujertrova (2013)
- Compilación Mujertrova (2014)
- Compilación Mujertrova (2015)
- Compilación Mujertrova (2017)

## Publicaciones
- Cancionero Mujertrova (2015)[5]
- Cancionero Mujertrova (2018)[6]

## Distinciones
Los encuentros anuales realizados por Mujertrova han sido declarados de interés por el Congreso Argentino.
Además, el colectivo ha recibido reconocimientos de otras instituciones:
- INAMU (Instituto Nacional de la Música)[2][4]
- Embajada de Cuba en Argentina[2][4]
- Embajada de Venezuela en Argentina[2][4]
- Ministerio de Cultura de la Nación[2][4]
- Secretaría de DDHH de la Nación[2][4]
- Secretaría de DDHH de la Provincia de Buenos Aires[2][4]